# مهرزاد مینویی
مهرزاد مینویی (زاده ۱۳۳۰ – درگذشته ۱۹ اسفند ۱۳۸۱) تدوین‌گر اهل ایران بود.

## کارگردان
- دست نوشته‌ها (۱۳۶۵)

## تدوین
- سفر به فردا (۱۳۸۰)
- صنوبر (۱۳۸۰)
- عیسی می‌آید (۱۳۸۰)
- آب و آتش (۱۳۷۹)
- مسافر ری (۱۳۷۹)
- عشق شیشه‌ای (۱۳۷۸)
- شوکران (۱۳۷۷)
- جان سخت (۱۳۷۶)
- ساحره (۱۳۷۶)
- لاک‌پشت (۱۳۷۵)
- سجاده آتش (۱۳۷۲)
- بر بال فرشتگان (۱۳۷۱)
- پرنده آهنین (۱۳۷۰)
- پوتین (۱۳۷۰)
- وصل نیکان (۱۳۷۰)
- تعقیب سایه‌ها (۱۳۶۹)
- چشم شیشه‌ای (۱۳۶۹)
- دخترک کنار مرداب (۱۳۶۸)
- زیر بامهای شهر (۱۳۶۸)
- شنا در زمستان (۱۳۶۸)
- شب حادثه (۱۳۶۷)
- سرزمین آرزوها (۱۳۶۶)
- دست نوشته‌ها (۱۳۶۵)
- مادیان (۱۳۶۴)
- زیر باران (۱۳۶۳)

## جشنواره‌ها
- برنده لوح زرین بهترین تدوین (دست نوشته‌ها) از پنجمین دوره جشنواره فیلم فجر - ۱۳۶۵
- برنده لوح تقدیر بهترین تدوین (پوتین) از چهارمین دوره جشنواره فیلم دفاع مقدس - ۱۳۷۱
- برنده لوح تقدیر بهترین تدوین (وصل نیکان) از چهارمین دوره جشنواره فیلم دفاع مقدس - ۱۳۷۱
- برنده تندیس بلورین بهترین تدوین (سجاده آتش) از پنجمین دوره جشنواره فیلم دفاع مقدس - ۱۳۷۳